# Сагайдацька сільська рада
Сагайдацька сільська рада — колишній орган місцевого самоврядування у Шишацькому районі Полтавської області з центром у селі Сагайдак.

## Населені пункти
Сільраді були підпорядковані населені пункти:
c. Сагайдак
с. Дмитрівка
с. Кирпотівка
с. Лещани
с. Луці
с. Принцеве
с. Салимівщина
с. Чорнобаї